# ФК Штурм
ФК Штурм Грац је аустријски фудбалски клуб из Граца, који се такмичи у Бундеслиги Аустрије. Клуб је основан 1909. године, а боје клуба су црно-беле.
До сада, Штурм је освојио четити пута Бундеслигу Аустрије (1998, 1999, 2011 и 2024) и учествовао је неколико пута у Лиги шампиона и УЕФА купу под вођством Ивице Осима.

## Историја

### Оснивање
СК Штурм Грац је основан 1909. као градски ривал ГАК-у који је основан 1902.
Клуб се први пут такмичио у Гаулиги 1942/43, када је завршио на последњем месту и испао у нижи ранг.

### 1981. - Први успех
Први велики успех клуба је остварен под вођством Ота Барића, када је клуб завршио на другом месту у сезони 1980/81. Годину дана касније, клуб је стигао до четвртфинала УЕФА купа, изгубивши једино од Нотингем фореста, пошто су примили гол у продужецима.

### 1992. - Почетак новог доба
Децембра 1992, Ханс Картинг је постављен за председника, који именује његовог пријатеља Хаинца Шилхера за новог менаџера. У то време, Штурм је био у великим дуговима. Штурм се квалификовао у новонасталу Зенерлигу, и Картинг и Шилхер су одлучили да не потписују играче са великим именом, већ да се ослоне на подмладак клуба. 1993. за новог менаџера је постављен Милан Ђуричић, који је са подмлађеним тимом опстао у лиги.

### Од 1994. до 2002. - Осим и европски фудбал
1994, Ивица Осим преузима до сада неуспешан Штурм; што се испоставило као окретница у историји клуба. Осим је успео да од неискусног и младог тима, са пар искусних играча, створи тим који ће бити водећи у наредним годинама. Први успех тима је 2. место 1995. Годину дана касније, освојили су први трофеј, победивши Адмиру Вакер у финалу купа, док су у првенству поново завршили на другој позицији.
1998, Штурм Грац осваја по први пут титулу у Аустријској Бундеслиги. Штурм је поставио два рекорда те сезоне; остали су непоражени у првих дванаест утакмица, а затим и деветнаест утакмица у сезони. На крају сезоне, Штурм је имао 81 бод, што је рекорд у Аустрији, освојивши титулу са 19 бодова предности у односу на првог пратиоца, Рапида.
1999, Штурм је одбранио титулу, освојио куп и суперкуп, уз то се тим пласирао у групну фазу Лиге шампиона. Међутим, једини бод је освојен против Спартака из Москве.
Сезоне 1999/00. Штурм је учествовао у Лиги шампиона по други пут, завршивши на трећем месту у групи. ФК Тирол је освојио титулу те сезоне, док је Штурм био на другом месту, што је било довољно за учешће у Лиги шампиона
Изненађујуће, Штурм осваја друго место у групи у конкуренцији Галатасараја, Ренџерса и Монака), пласирајући се по први пут у други круг. У првенству, Штурм је завршио на четвртој позицији, најгоре пласирано место за време Осима.
После успеха клуба у Лиги шампиона, већи број играча је отишао, и њихова места нису адекватно замењена. Иако је тим завршио на другом место, није било успеха и Лиги шампиона. Новац се трошио на појачања, док се мало улагало у омладинске секције. После осам година успеха, Ивица Осим је напустио Штурм, што је изазвало протесте код навијача.

### Од 2002. до данас
Франко Фода и Жилберт Грес (7 пораза у 9 мечева) су се кратко задржала на позицијама тренера, све док бивши нападач Михаило Петровић, није преузео екипу за време јесени 2003. Ослањао се на подмладак у борби за опстанак, завршивши на 7. месту 2004. и 2005. године
Од 2005. Штурм се суочава са финансијским потешкоћама, све до 1. септембра 2006. када је проглашен банкрот.

## Стадион
Традиционалан стадион клуба током многих година је био Гробн, који је имао капацитет од 12.000 - од чега је већи део био стојећи - и који је постао култни стадион код многих навијача. Стадион је био карактеристичан по кривом терену. Од 1997. до 2005, Гробн је коришћен као помоћни терен; 2005. године, стадион је продат Грацу како би се побољшала финансијска ситуација. 1997. Штурм се преселио на Стадион Арнолд Шварценегер, који је делио са градским ривалом ГАК-ом. Од фебруара 2006, стадион се зове УПЦ-Арена.

## Успеси
- Бундеслига Аустрије

- Шампиони (4) : 1997/98, 1998/99, 2010/11, 2023/24.
- Вицепрвак (8) : 1980/81, 1994/95, 1995/96, 1999/00, 2001/02, 2017/18, 2021/22, 2022/23.

- Куп Аустрије

- Освајачи (7) : 1995/96, 1996/97, 1998/99, 2009/10, 2017/18, 2022/23, 2023/24.
- Финалисти (4) : 1947/48, 1974/75, 1997/98, 2001/02.

- Суперкуп Аустрије

- Освајачи (3) : 1996, 1998, 1999.
- Финалисти (2) : 1997, 2002.

- Шампиони Аустријске аматерске лиге (1) : 1934.
- Освајачи Штајерске регионалне лиге (11) : 1921, 1923, 1925, 1934, 1936, 1937, 1941, 1946, 1947, 1948, 1949.
- Освајачи Штајерског купа (9) : 1932, 1933, 1936, 1937, 1938, 1946, 1947, 1948, 1949.
- УЕФА Лига шампиона (3 учешћа) : 1998/99, 1999/00, 2000/01. (2. место у групи)
- УЕФА Куп (11 учешћа) : 1970/71, 1974/75, 1978/79, 1981/82, 1983/84 (1/4 Финале), 1988/89, 1991/92, 1995/96, 1999/00, 2002/03.
- Интертото куп (1) : 2008. (Освајачи)

## ФК Штурм у европским такмичењима
29. јун 2011.
| сезона  | такмичење          | коло         | држава              | клуб                   | код куће       | у гостима      |
| ------- | ------------------ | ------------ | ------------------- | ---------------------- | -------------- | -------------- |
| 1969    | Митропа куп        | 1. коло      | Мађарска            | Вашаш                  | 3-4            | 1-2            |
| 1970/71 | УЕФА куп           | 1. коло      | Финска              | Илвес Тампере          | 3-0            | 2-4            |
|         |                    | 2. коло      | Енглеска            | Арсенал                | 1-0            | 0-2            |
| 1974/75 | УЕФА куп           | 1. коло      | Белгија             | Ројал Антверпен        | 2-1            | 0-1            |
| 1975/76 | КПК                | 1. коло      | Бугарска            | Славија Софија         | 3-1            | 0-1            |
|         |                    | 2. коло      | Мађарска            | Сомбатељ               | 2-0            | 1-1            |
|         |                    | Четвртфинале | Њемачка             | Ајнтрахт Франкфурт     | 0-2            | 0-1            |
| 1978/79 | УЕФА куп           | 1. коло      | Њемачка             | Борусија Менхенгладбах | 1-2            | 1-5            |
| 1981/82 | УЕФА куп           | 1. коло      | Совјетски Савез     | ЦСКА Москва            | 1-0            | 1-2            |
|         |                    | 2. коло      | Шведска             | Гетеборг               | 2-2            | 2-3            |
| 1983/84 | УЕФА куп           | 1. коло      | Румунија            | Спортул                | 0-0            | 2-1            |
|         |                    | 2. коло      | Италија             | Верона                 | 0-0            | 2-2            |
|         |                    | 3. коло      | Источна Немачка     | Локомотива Лајпциг     | 2-0            | 0-1            |
|         |                    | Четвртфинале | Енглеска            | Нотингем Форест        | 1-1 (прод.)    | 0-1            |
| 1988/89 | УЕФА куп           | 1. коло      | Швајцарска          | Сервет                 | 0-0            | 0-1            |
| 1991/92 | УЕФА куп           | 1. коло      | Холандија           | Утрехт                 | 0-1            | 1-3            |
| 1995/96 | УЕФА куп           | Квал.        | Чехословачка        | Славија Праг           | 0-1            | 1-1            |
| 1996/97 | КПК                | 1. коло      | Чешка               | Спарта Праг            | 2-2            | 1-1            |
| 1997/98 | КПК                | 1. коло      | Кипар               | АПОЕЛ Никозија         | 3-0            | 1-0            |
|         |                    | 2. коло      | Грчка               | АЕК                    | 1-0            | 0-2            |
| 1998/99 | УЕФА Лига шампиона | 2. коло кв.  | Мађарска            | Ујпешт                 | 4-0            | 3-2            |
|         |                    | Група Ц      | Русија              | Спартак Москва         | 0-2            | 0-0            |
|         |                    | Група Ц      | Италија             | Интер Милано           | 0-2            | 0-1            |
|         |                    | Група Ц      | Шпанија             | ФК Реал Мадрид         | 1-5            | 1-6            |
| 1999/00 | УЕФА Лига шампиона | 3. коло кв.  | Швајцарска          | Сервет                 | 2-1            | 2-2            |
|         |                    | Група Д      | Француска           | Олимпик Марсеј         | 3-2            | 0-2            |
|         |                    | Група Д      | Енглеска            | Манчестер јунајтед     | 0-3            | 1-2            |
|         |                    | Група Д      | Хрватска            | Кроација Загреб        | 1-0            | 0-3            |
| 1999/00 | УЕФА куп           | 3. коло      | Италија             | Парма                  | 3-3 (прод.)    | 1-2            |
| 2000/01 | УЕФА Лига шампиона | 2. коло кв.  | Израел              | Хапоел Тел Авив        | 3-0            | 2-1            |
|         |                    | 3. коло кв.  | Холандија           | Фајенорд               | 2-1            | 1-1            |
|         |                    | Група Д      | Шкотска             | Ренџерс                | 2-0            | 0-5            |
|         |                    | Група Д      | Турска              | Галатасарај            | 3-0            | 2-2            |
|         |                    | Група Д      | Француска           | Монако                 | 2-0            | 0-5            |
|         |                    | Група А      | Шпанија             | Валенсија              | 0-5            | 0-2            |
|         |                    | Група А      | Енглеска            | Манчестер јунајтед     | 0-2            | 0-3            |
|         |                    | Group A      | Грчка               | Панатинаикос           | 2-0            | 2-1            |
| 2001    | Интертото куп      | 2. коло      | Швајцарска          | Лозана                 | 0-1            | 3-3            |
| 2002/03 | УЕФА Лига шампиона | 3. коло кв.  | Израел              | Макаби Хаифа           | 3-3            | 0-2            |
| 2002/03 | УЕФА куп           | 1. коло      | Шкотска             | Ливингстон             | 5-2            | 3-4            |
|         |                    | 2. коло      | Бугарска            | Левски Софија          | 1-0            | 0-1 (пен. 8-7) |
|         |                    | 3. коло      | Италија             | Лацио                  | 1-3            | 1-0            |
| 2005    | Интертото куп      | 1. коло      | Андора              | Ранжерс Андора         | 5-0            | 1-1            |
|         |                    | 2. коло      | Њемачка             | Волфсбург              | 1-3            | 2-2            |
| 2008    | Интертото куп      | 2. коло      | Белорусија          | Шахтјор Слогорск       | 2-0            | 0-0            |
|         |                    | 3. коло      | Мађарска            | Хонвед                 | 0-0            | 2-1            |
| 2008/09 | УЕФА куп           | 2. коло кв.  | Швајцарска          | Цирих                  | 1-1 (пен. 2-4) | 1-1            |
| 2009/10 | УЕФА лига Европе   | 2. коло кв.  | Босна и Херцеговина | Широки Бријег          | 2-1            | 1-1            |
|         |                    | 3. коло кв.  | Црна Гора           | Петровац               | 5-0            | 2-1            |
|         |                    | Плеј-оф      | Украјина            | Металист Харков        | 1-1            | 1-0            |
|         |                    | Група Ф      | Румунија            | Динамо Букурешт        | 0-1            | 1-2            |
|         |                    | Група Ф      | Турска              | Галатасарај            | 1-0            | 1-1            |
|         |                    | Група Ф      | Грчка               | Панатинаикос           | 0-1            | 0-1            |
| 2010/11 | УЕФА лига Европе   | 3. коло кв.  | Грузија             | Динамо Тбилиси         | 2-0            | 1-1            |
|         |                    | Плеј оф      | Италија             | Јувентус               | 1-2            | 0-1            |
| 2011/12 | УЕФА Лига шампиона | 2. коло кв.  | Мађарска            | Видеотон               | 2-0            | 2-3            |
|         |                    | 3. коло кв.  | Грузија             | Зестапони              | 1-1            | 1-0            |
|         |                    | плеј оф      | Белорусија          | Бате Борисов           |                |                |

## Тренутни састав
Јануар 2011.
| Бр. |                     | Позиција | Играч               |
| --- | ------------------- | -------- | ------------------- |
| 1   | Аустрија            | Г        | Кристијан Грацеи    |
| 5   | Аустрија            | О        | Фердинанд Фелдхофер |
| 6   | Аустрија            | С        | Мануел Вебер        |
| 8   | Аустрија            | С        | Андреас Холцл       |
| 10  | Босна и Херцеговина | С        | Самир Муратовић     |
| 11  | Аустрија            | Н        | Имре Жабиц          |
| 12  | Аустрија            | Н        | Доминик Хеслер      |
| 13  | Аустрија            | О        | Томас Бургшталер    |
| 14  | Аустрија            | С        | Флориан Каинц       |
| 15  | Камерун             | С        | Патрик Мевонгу      |

| Бр. |          | Позиција | Играч             |
| --- | -------- | -------- | ----------------- |
| 17  | Аустрија | О        | Мартин Ерхенреих  |
| 18  | Аустрија | О        | Хоаким Штандфест  |
| 22  | Хрватска | Г        | Силвије Чавлина   |
| 23  | Хрватска | О        | Гордон Шилденфелд |
| 26  | Аустрија | Н        | Марвин Ваинбергер |
| 27  | Аустрија | С        | Кристијан Клем    |
| 33  | Аустрија | С        | Патрик Вулф       |
| 34  | Аустрија | Г        | Александар Шашнер |

## Познати играчи
- Божо Бакота
- Франко Фода
- Ивица Вастић
- Ђузепе Ђанани
- Дарко Миланчић
- Ранко Поповић
- Филип де Вилде

## Менаџери
- Ото Барић (1980–82)
- Роберт Флуг(1984)
- Херман Стесл (1984–85)
- Ото Барић (1988–89)
- Аугуст Штарек (1989–91)
- Роберт Флуг (1991–92)
- Ладислав Јуркемик (1992–93)
- Милан Ђуричић (1993–94)
- Ивица Осим (1994-02)
- Франко Фода (2002–03)
- Жилберт Грес (2003)
- Михаило Петровић (2003–06)
- Франко Фода (2006-)